# 菲拉尔克斯
菲拉尔克斯（英語：Phylarchus），约活动于公元前3世纪后期。古希腊历史学家之一，所著的几部书，只有书名流传下来，另著有一部28卷本的历史。该书记述了皮洛士之死（公元前272年）至克里昂米尼三世战败（公元前222年）的历史。其方法并非依年记事，现仅存于他人的摘引中，他也是克里昂米尼的支持者，故为后人所批评。

## 扩展阅读
- Polybius; Histories （页面存档备份，存于）, Evelyn S. Shuckburgh (translator); London - New York, (1889)
- 威廉·史密斯 (editor); Dictionary of Greek and Roman Biography and Mythology, "Philarchus" （页面存档备份，存于）, Boston, (1867)
- 本条目包含来自公有领域出版物的文本: Chisholm, Hugh (编).  (第11版). London: Cambridge University Press. 1911.